# Pointe des Trois Tortues
La pointe des Trois Tortues ou Les Trois Tortues, est un cap de Guadeloupe en Basse-Terre sur la commune de Bouillante. 

## Géographie
Le cap se situe au nord de l'Anse de la pointe des tortues qu'il forme avec la pointe du Quesy. Avec la Petite pointe, le cap forme l'Anse Mademoiselle Rose.

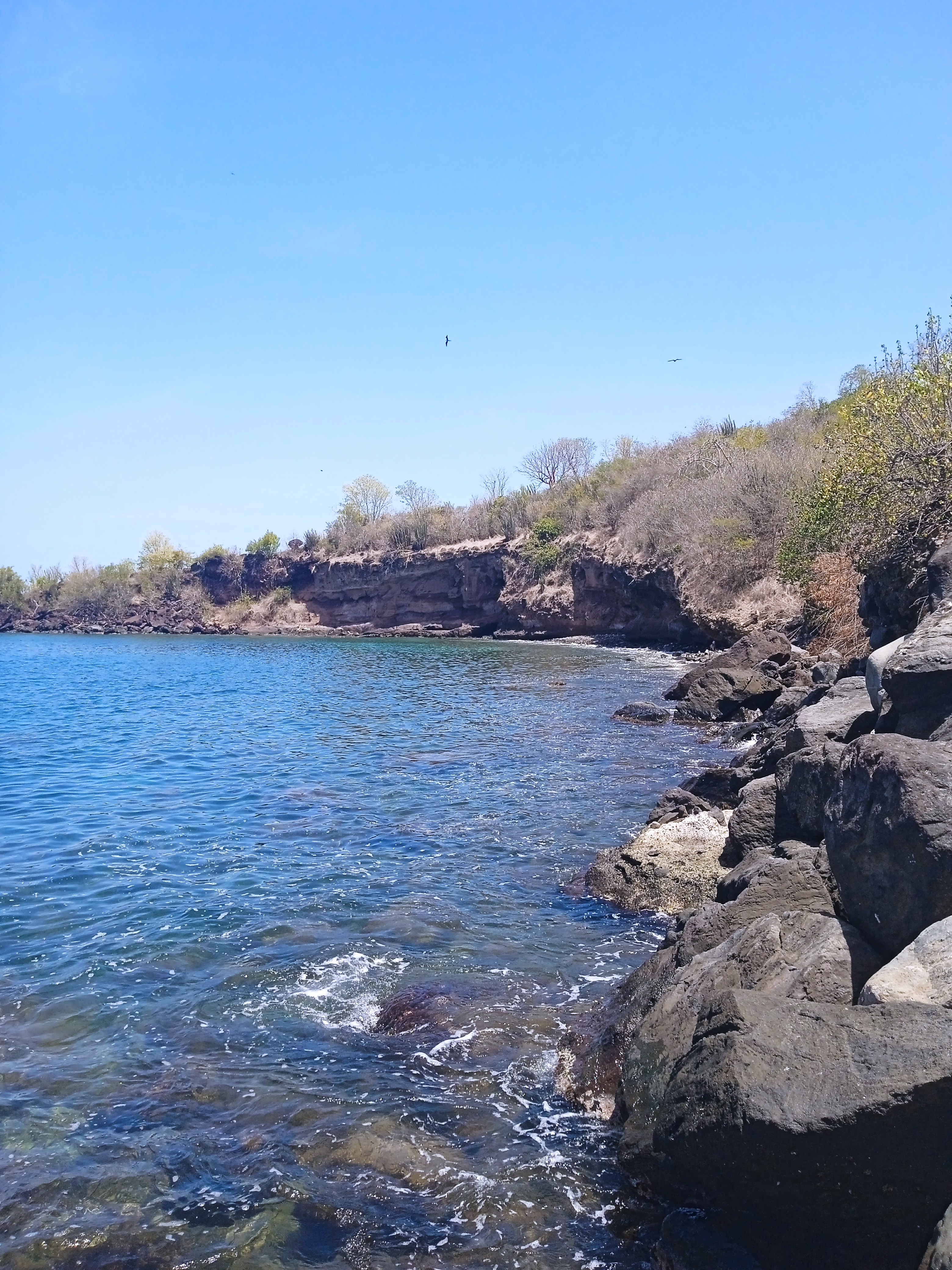
Anse Mademoiselle Rose.

## Histoire
Le lieu porte son nom en rapport à trois rochers affleurant qui rappellent trois tortues émergeant. 